# ليو هوي
ليو هوي (عاش في القرن 3م) هو عالم رياضيات صيني قديم، يعتبر من أعظم علماء الصين القدماء.
يقال أنه هاجر إلى لويانغ، وقام بحساب ظل الشمس.

## حياته
عاش ليو هوي حياته في مملكة واي خلال فترة الممالك الثلاث في تاريخ الصين، و قد كان يعتبر في حياته إلى جانب زو تشونغزي (429-500م) أعظم علماء الرياضيات الصين في ذلك الوقت. يرجع أصل ليو هوي إلى أحد جذور مملكة هان، ومنها أتى اسم أحد البلدات في مقاطعة شاندونغ حاليا.

## الأعمال الرياضية
لدى ليو هوي العديد من الأعمال الرياضية، وقد كان يمثل نتائجه على شكل أعداد كسرية، و لم يتم تحويلها إلى أعداد عشرية إلا بعد حوالي قرن على يد يانغ هوي(1238-1298). وضع ليو هوي برهانا على فرضية مشابهة لنظرية فيثاغورس، و قد سمى المبيان الذي رسمه للفرضية: «الرسم البياني الذي يعطي العلاقات بين الوتر و بين مجموع و فرق الضلعين الآخرين حيث يمكن للمرء أن يجد المجهول من المعلوم»

## اقرأ أيضا
- خوارزمية ليو هوي لحساب π